# 앨리스: 매드니스 리턴즈
앨리스: 매드니스 리턴즈(Alice: Madness Returns)는 2001년에 출시된 비디오 게임 아메리칸 맥기의 앨리스의 후속작이다. 2011년 6월 14일에 미국 발매가 되었으며 2011년 6월 16일에 유럽에서도 발매되었다. 제작사는 Spicy Horse와 EA Games이며 전작을 제작한 아메리칸 맥기가 주 참여하였다. 플랫폼은 윈도, 플레이스테이션 3, 그리고 Xbox 360다. 2011년 6월 18일부터 스팀에서도 플레이가 가능해졌다.

## 게임 시스템
앨리스: 매드니스 리턴즈는 3인칭 시점을 적용한 3D 플랫폼 게임이다. 맵이 퍼즐 형식으로 되어있어 플레이어가 퍼즐을 풀며 길을 만들어가는 방식이다. 점프 액션을 통해 이동하며 절벽 구역으로 떨어질 경우 캐릭터가 사망한다. 또한 게임 진행 도중 등장하는 몬스터들과 전투를 벌이며 이 때 HP가 모두 소모되어도 사망한다. 화면 상단 왼쪽에 표시되는 장미들이 앨리스의 HP를 표시하며, HP가 매우 낮을 경우 엔터를 누르면 단기간 '히스테리아 모드'로 플레이 할 수 있다. 히스테리아 모드가 발동되면 앨리스의 공격력이 올라가며 HP를 보충할 수 있다. 게임 중에서는 적군을 죽인 후 나오는 장미나 군데군데에 숨어있는 상자들을 깨서 나오는 장미를 모으면 건강을 다시 회복할 수 있다. 또한 '소인화 모드'를 통해 숨겨진 길이나 힌트 등을 얻을 수 있다. 특정 맵에 숨어있는 '후추 뿌린 돼지코'는 후추기관총으로 타격했을 때 숨겨진 아이템을 준다. 스토리는 과거 화재 사건의 전말을 밝혀가는 내용으로 이루어졌으며 현실세계 파트와 원더랜드 파트가 번갈아가며 진행된다.

### 장비
앨리스가 장착하는 장비는 게임을 진행하면서 획득하게 되며, '이빨' 아이템으로 업그레이드 시킬 수 있다. 업그레이드는 총 3번씩 업그레이드가 가능하다. 토끼 폭탄과 우산은 업그레이드 할 수 없다.
- 보팔검 (Vorpal Blade) : 전작에도 나왔던 앨리스의 주 무기로써, 가장 처음으로 획득하게 된다.
- 후추기관총 (Pepper Grinder) : 일종의 머신 건으로써 적들에게 후추를 발사할 수 있는 무기다.
- 장난감 망아지 (Hobby Horse) : 장난감 말의 모양을 한 망치형 무기로, 무거운 강타를 날릴 수 있게 한다.
- 주전자포 (Teapot Cannon) : 끓는 차를 장거리 발사할 수 있게 한다.
- 토끼 폭탄 (Clockwork Bomb) : 제자리에 토끼 모양 폭탄을 설치한다. 일정 시간이 지나면 터지며 플레이어가 폭발 시간을 정할 수 있다.
- 우산 (Umbrella) : 적이 공격하는 순간 사용하면 공격을 반사시킬 수 있다.

### 아이템
게임 진행에 필요한 아이템들이며 보통 맵을 돌아다니거나 상자를 부수면 얻을 수 있으나, 후추 뿌린 돼지코나 소인화 모드를 통해서만 획득할 수 있는 아이템도 있다.
- 이빨 : 무기 업그레이드에 필요한 아이템.
- 장미 : 앨리스의 HP 게이지.
- 기억의 파편 : 앨리스가 잃어버린 기억들. 획득하면 스토리 이해에 도움이 된다.
- 병 : 모두 획득하면 특전 메뉴의 컨셉 아트를 볼 수 있다.

### 챕터

#### 현실세계
현실세계 파트는 앨리스가 실존하는 세계를 보여주며 스토리 서술 형식으로 진행된다. 현실세계의 주변 캐릭터들과 만나면서 이야기가 전개된다.

#### 원더랜드
앨리스의 상상 세계. 각 맵에서 출몰하는 몬스터를 사냥하며 이야기를 진행한다. 중간에 미니게임이 등장하기도 한다. 플레이어가 실질적으로 게임을 조작할 수 있는 파트. 총 여섯가지 챕터로 나뉘며 각 챕터마다 앨리스의 의상이 바뀐다. 또한 각 챕터마다 맵의 스타일과 등장 몬스터가 달라진다.
1. 모자장수의 공장
2. 거짓말쟁이 해구
3. 신비의 비취섬
4. 하트랜드
5. 잃어버린 인형들의 도시
6. 악몽열차

## 줄거리
전작에서 앨리스는 화재로 전 가족을 잃은 트라우마를 극복하고 자신이 속했던 정신병원에서 퇴원을 하게 된다. 그러나 반복해서 찾아오는 끔찍한 환각증세에 시달리는 앨리스는 결국 유명한 심리치료사 범비를 찾아가게 되고, 전작에서처럼 자신의 부서진 상상의 나라 원더랜드를 탐험하며 가족을 죽인 화재의 비밀을 밝혀내게 된다. 한 때 행복한 나라였던 원더랜드는 다시금 포악한 적들로 뒤덮이게 되고, 오직 앨리스만이 자신의 억눌렸던 기억을 회복할 수 있다.
원더랜드 파트의 각 챕터에서 만나는 캐릭터는 앨리스에게 화재의 범인에 대한 힌트를 준다. 체셔 고양이는 앨리스의 동반자로서, 게임 도중에도 나타나 게임상 힌트를 주기도 하는데, 전작과는 달리 아무 때에나 나타날 수 있지는 않다. 이 외에도 앨리스는 잠시 현실세계로 돌아와서 런던을 누비나, 런던에서 벌어지는 일은 꽤 짧고, 게임의 대부분은 원더랜드에서 일어난다.

## 사운드 트랙
| No. | 제목                           | 아티스트          | 길이 |
| 1.  | "Alice: Madness Returns Theme" | Marshall Crutcher | 1:23 |
| 2.  | "Vale Of Tears"                | Jason Tai         | 1:05 |
| 3.  | "Wasteland"                    | Chris Vrenna      | 1:49 |
| 4.  | "Hatter"                       | Jason Tai         | 0:53 |
| 5.  | "Madness"                      | Marshall Crutcher | 1:23 |
| 6.  | "Jack Splatter"                | Jason Tai         | 0:38 |
| 7.  | "Sunken Crypt"                 | Jason Tai         | 2:10 |
| 8.  | "Radcliffe's Fate"             | Jason Tai         | 0:57 |
| 9.  | "Jade"                         | Jason Tai         | 2:04 |
| 10. | "Shadown Scroll"               | Jason Tai         | 1:37 |
| 11. | "Card Castles In The Sky"      | Jason Tai         | 1:13 |
| 12. | "Queensland"                   | Jason Tai         | 1:52 |
| 13. | "The Asylum"                   | Jason Tai         | 1:03 |
| 14. | "Hyde Park"                    | Jason Tai         | 0:43 |
| 15. | "Fort Resistance"              | Jason Tai         | 1:55 |
| 16. | "Dollhouses"                   | Jason Tai         | 3:06 |
| 17. | "Off With Her Head"            | Jason Tai         | 2:10 |
| 18. | "Pulling Strings"              | Jason Tai         | 1:41 |
| 19. | "Moorgate Station"             | Marshall Crutcher | 1:23 |
| 20. | "Surreal"                      | Jason Tai         | 2:46 |
| 21. | "Into Londerland"              | Jason Tai         | 1:44 |
| 22. | "Outro"                        | Jason Tai         | 2:01 |

## 평가
| 평가 |                                        |
| --- | -------------------------------------- |
| 통합 점수 통합사 점수 게임랭킹스 (PC) 74% [ 2 ] (X360) 73% [ 3 ] (PS3) 71% [ 4 ] 메타크리틱 (PC) 75/100 [ 5 ] (X360) 70/100 [ 6 ] (PS3) 70/100 [ 7 ] 평론 점수 평론사 점수 유로게이머 5/10 [ 8 ] 패미츠 29/40 [ 9 ] 게임스팟 7/10 [ 10 ] 게임트레일러스 7.2/10 [ 11 ] IGN 6.5/10 [ 12 ] 엑스플레이 [ 13 ] |                                        |
| 통합 점수 |                                        |
| 통합사 | 점수                                   |
| 게임랭킹스 | (PC) 74% (X360) 73% (PS3) 71%          |
| 메타크리틱 | (PC) 75/100 (X360) 70/100 (PS3) 70/100 |
| 평론 점수 |                                        |
| 평론사 | 점수                                   |
| 유로게이머 | 5/10                                   |
| 패미츠 | 29/40                                  |
| 게임스팟 | 7/10                                   |
| 게임트레일러스 | 7.2/10                                 |
| IGN | 6.5/10                                 |
| 엑스플레이 | [ 13 ]                                 |